# Янко Прунк
Янко Прунк (словен. Janko Prunk) — словенський історик новітньої історії. Опублікував статті та монографії на тему аналітичної політології, сучасної історії, історії та соціальної і політичної філософії у Словенії. Він також писав про історію політичного руху у Словенії від кінця 19 століття до Другої світової війни, особливо про словенський християнський соціалізм та про історію словенських національних питань.

## Освіта
Прунк народився в центральній частині Словенії, в маленькому селищі Loka pri Zidanem Mostu (частина муніципалітету Севніца), яке пізніше стало окупованим німцями регіоном Нижня Штирія. До початкової школи Прунк почав ходити у місті, де народився. Після четвертого класу він перейшов до школи в сусідньому Radeče. Середню освіту Янко Прунк продовжив у гімназії в місті Целе. У 1966 році Прунк закінчив факультет історії та соціології в Університеті Любляни. В 1966/67 він вступив до лав Югославської народної армії в місті Сі́сак, Соціалістичної Республіки Хорватія. В 1972 році Янко Прунк отримав ступінь магістра в Університеті Любляни. У 1976 році було отримано докторський ступінь, захистивши дисертацію на тему відносин між словенським християнсько-соціалістичним рухом і Комуністичною партією Словенії в рамках фронту визволення словенського народу, що все ще було контроверсійною темою на той час. У 1984 і 1988 роках Прунк був удостоєний стипендій від Фонду Александра фон Гумбольдта, які дозволили йому продовжити навчання в Кельні та Фрайбурзі. Пізніше він працював дослідником в Університеті Фрайбурга. Від 1966 по 1995 Янко Прунк співпрацював з Інститутом сучасної історії в Любляні. Професор факультету соціальних наук Університету Любляни.
Янко Прунк є членом Інституту європейської історії в Майнці та старшим науковим співробітником Наукового Центру європейської інтеграції в Бонні.

## Публікації
Від 1966 року Янко Прунк написав більше 400 спеціалізованих статей та 15 книг.